# 분자 자이로스코프

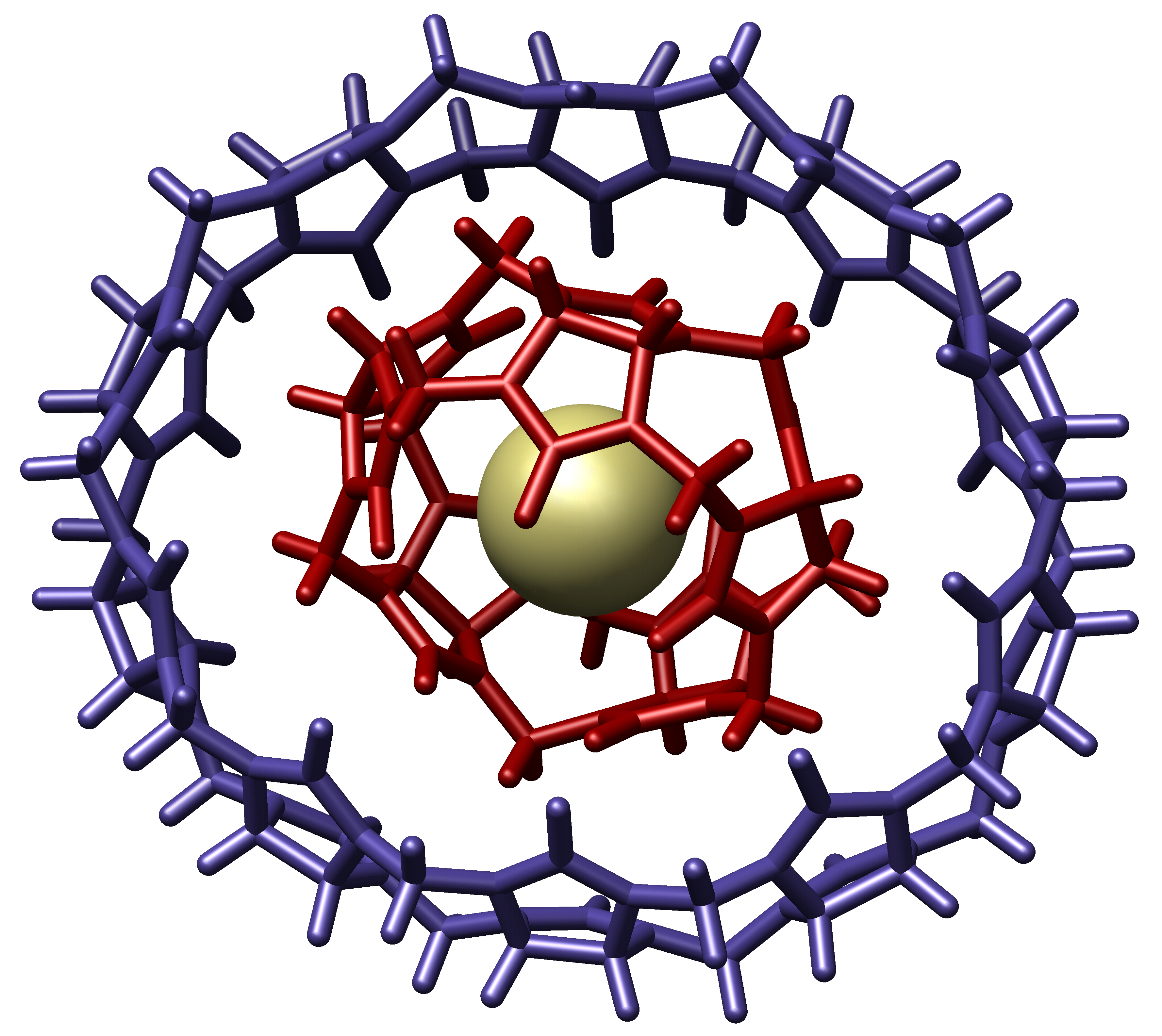
염소이온 초분자 복합체인 [[쿠버비투릴|cucurbit[5]uril]]와 cucurbit[10]uril

분자 자이로스코프(Molecular gyroscopes)는 고정자를 중심으로 자유롭게 회전할 수 있는 회전자가 존재하여 자이로스코프 역할을 할 수 있는 화합물 또는 초분자 복합체이다. 작용기의 단일 결합이나 삼중 결합은 자유롭게 회전이 가능하지만, 자이로스코프의 역할을 하는 화합물은 낮은 충전밀도를 가진 결정 구조나 물리적으로 둘러싸인 회전자의 입체 효과를 막는 것 등과 같이 외부의 상호작용으로부터 회전자를 보호할 수 있다. 분자 자이로스코프의 질적 차이는 회전 장벽을 극복하는 데 필요한 활성화 에너지가 사용 가능한 열에너지보다 높은지 아닌지에 따라서 나타난다. 필요한 활성화 에너지가 사용 가능한 열에너지보다 높을 경우, 회전자는 퍼텐셜 에너지면 위의 국부적 에너지 최솟값 사이를 오고가며 단계적으로 뛰어오르는 이른바 "상호 교환"이 이루어진다. 반대로, 회전 장벽을 극복하기 위해 필요한 활성화 에너지보다 충분히 높은 열에너지를 가지고 있을 경우 분자 회전자는 거시적 규모에서 자유롭게 관성 회전할 수 있다. 예를 들어, 2002년 p-페닐렌에 대한 여러 연구에서 온도 변화 가능한 고체 13C CPMAS와 4극자 반향 2H NMR를 이용한 일부 구조에서 1.6 MHz의 양측 교환율(65°C에서 초당 106회)를 감지했으며, 12~14 kcal/mol의 입체 효과 장벽에서 이는 "결정질 고체에서 페닐린 화합물에 대해 현저하게 빠른 속도"라고 설명되었다. 그러나, 삼차 부틸의 회전자 변형의 예에서는 상온에서 초당 108회의 교환율로 증가했으며, 장벽 없는 p-페닐렌의 관성 회전 속도는 대략 2.4 x 1012 RPM을 보여주는 것을 나타냈다.

## 분자 자이로스코프의 종류
| 제작 년도 | 회전자                 | 고정자                                                 | 결합       | 출처  |
| --------- | ---------------------- | ------------------------------------------------------ | ---------- | ----- |
| 2002년    | cucurbit[5]uril        | cucurbit[10]uril                                       | 비공유결합 | [ 1 ] |
| 2007년    | p-페닐렌               | two m-methoxy-substituted trityl groups                | 삼중 결합  | [ 2 ] |
| 2007년    | p-phenylene            | triply bridged trityl cage                             | 삼중 결합  | [ 4 ] |
| 2010년    | 할로젠-치환기 p-페닐렌 | silaalkane 사슬                                        | 단일 결합  | [ 3 ] |
| 2014년    | p-페닐렌               | trityl groups bridged by photoactive azobenzene bridge | 삼중 결합  | [ 5 ] |